# Cuia de tacacá

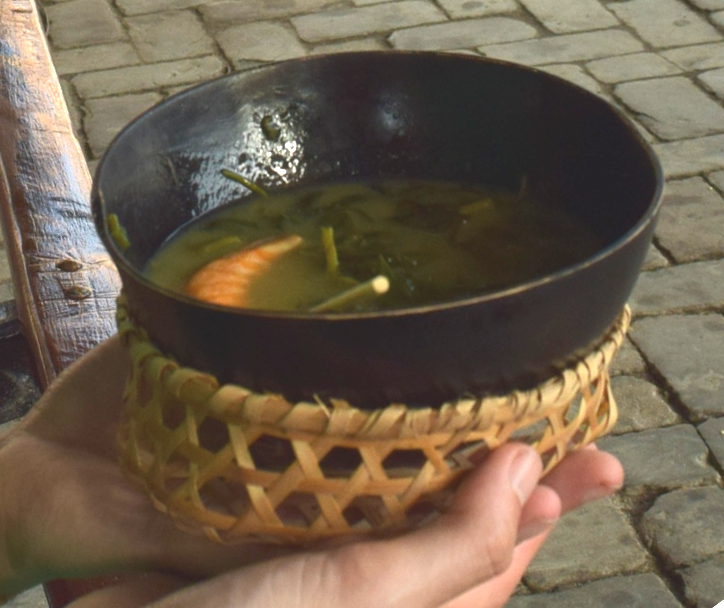
Cuia de tacacá com suporte

A Cuia de Tacacá é um utensílio muito utilizado pela população da Amazônia para saborear alimentos típicos dessa região como o tacacá.
O artefato produzido originalmente por índios da região do Baixo Amazonas, vem de uma planta chamada cuieira, após ser raspada pelo lado de fora, a fruta da cuieira é pintada com o cumaté.